# Krog (film, 2002)
Krog (izvirni angleški naslov: The Ring) je ameriška psihološka nadnaravna grozljivka iz leta 2002, delo režiserja Gora Verbinskega. V filmu igra glavno vlogo Naomi Watts. Film je remake japonske grozljivke Krog (Ring) iz leta 1998, ki je bila posneta po istoimenskem romanu Kojija Suzukija.
Krog je bil izdan 18. oktobra 2002 in je prejel pretežno pozitivne kritike; recenzenti so pohvalili predvsem vizualne učinke in scenarij, vendar kritizirali dovršenost likov. Film je prinesel več kot 249 milijonov USD prihodkov ob 48 milijonih USD proračuna in tako postal ena najhitreje dobičkonosnih grozljivk vseh časov. Filmu sledita še dve nadaljevanji, Krog 2 (The Ring Two) iz leta 2005 in Krogi (Rings) iz leta 2017.
Krog je znan kot prvi ameriški remake klasične japonske grozljivke, kateremu so sledili še številni, kot na primer Zamera (Grudge), Temačna voda (Dark Water), Utrip groze (Pulse) in Neodgovorjeni klic (One Missed Call).

## Vsebina
Srednješolki Katie Embry in Becca Kotler med ponočevanjem razpravljata o urbani legendi o prekleti videokaseti, ki čez sedem dni ubije vsakega, ki jo pogleda. Katie prizna, da si je s svojim fantom in še dvema prijateljema ogledala kaseto prejšnji teden, vendar Becca misli, da se samo šali. Ob 22.00 se Katie odpravi po stopnicah navzdol, kjer je priča nekaterim nadnaravnim pojavom, kot na primer samodejno prižiganje televizorja. Prestrašena kliče Becco, vendar se ta ne odzove. Ko se vrne v zgornje nadstropje, Katie vidi vodo, ki teče iz njene sobe. Vstopi v sobo, kjer opazi prižgan televizor z vodnjakom na zaslonu, ko nevidna sila steče proti njej in jo ubije. 
Na Katienem pogrebu njena mama Ruth prosi svojo sestro Raichel, novinarko iz Seattla, da bi raziskala bizarne okoliščine Katiene smrti, saj je našla izmaličeno truplo v omari. Raichelin sin Aidan, ki poseduje posebne umske sposobnosti, ji pove, da mu je Katie teden dni pred smrtjo rekla, da bo umrla. Raichel prav tako izve, da so vsi trije Kateini prijatelji umrli ob 22.00 na isto noč kot Katie ter da so Becco odpeljali v psihiatrično bolnišnico, po tistem, ko je bila priča njeni smrti. Med ogledom Katienih fotografij Raichel odkrije, da so bili vsi v koči 12 v Shelter Mountain Inn teden pred svojo smrtjo. Ko plačuje za noč v koči, Raichel opazi neoznačeno videokaseto na recepciji in jo skrivoma vzame. V koči 12 si jo ogleda in odkrije, da so na njej zelo srhljive podobe. Kmalu ko se kaseta zaključi, v koči zazvoni telefon in Raichel sliši otroški glas reči »7 dni«.
Raichel prosi za pomoč Noaha Claya, svojega nekdanjega partnerja in Aidanovega očeta. Video analist Noah je skeptičen glede prekletstva kasete, vendar si jo ogleda in prosi Raichel za kopijo za bodoče raziskave. Raichel raziskuje video posnetek, na katerem najde skrito figuro svetilnika. Izve, da se nahaja na otoku Moesko, ki je prav tako povezan z žensko na video posnetku, rejko konjev Anno Morgan. Annin ranč je zaslovel zaradi množičnega samomora njenih najboljših konjev, ki so skočili s klifa v morje, kar je posledično vodilo v Annin samomor. Raichel in Noah sta po ogledu kasete priča prvim nadnaravnim pojavom. Doma Raichel najde Aidana, ki si je ogledal kaseto. Aidana prepusti v varstvo Ruth, sama se odpravi na otok Moesko, Noah pa odide v psihiatrično bolnišnico Eola po Annine izvide. 
Raichel odkrije, da je Anna imela posvojeno hčerko Samaro Morgan, ki je imela sposobnost, s katero je lahko vstavljala pomešane podobe v misli ljudi in živali. Na trajektu Raichel ogovori enega konja, ki zaradi njenega prekletstva podivja in stori podoben samomor kot v primeru Anne Morgan. Raichel spozna Anninega vdovca Richarda, vendar se ta začne razburjati, ko ga vpraša o Samari in o prekletem video posnetku. Nato govori z otoško zdravnico Dr. Grasnik, ki Raichel pojasni, da je Anna začela videvati srhljiva videnja odkar je Samara začela v njene misli vstavljati srhljive podobe. Raichel si ogleda psihiatrično seanso, kjer Samara razloži svoje nenavadne moči njenemu psihiatru, vendar jo Richard na koncu posnetka udari. Misleč, da je Richard zlorabljal in ubil Samaro, ga Raichel obtožuje, vendar ji on pove, da je tudi sam bil žrtev Samarinih psihičnih mučenj, zato se ubije z elektriko v kadi, da bi to končal. Noah prispe na otoki in z Raichel išče skedenj, kjer je Samara živela izolirana od družine in ostalih, da jim ne bi škodovala. Tam najdeta vžgano risbo drevesa enake oblike kot na video posnetku, ki se nahaja v Shelter Mountain Inn. 
Noah in Raichel med potjo v Shelter Mountain Inn odkrijeta vodnjak, skrit pod najemniško kočo. Raichel pade v vodnjak, kjer doživi videnje, kako je Anna vrgla Samaro v vodnjak, kjer je slednja preživela še sedem dni. Raichel najde Samarino truplo in ga dostojno pokoplje, misleč, da bo njen duh tako našel mir. Noah in Raichel menita, da sta tako končala prekletstvo. Naslednji dan Aidan pove Raichel, da ne bi smela nikoli osvoboditi Samare, saj ta nikoli ne spi, kar pomeni, da je prekletstvo še vedno aktivno. 
Raichel se odpravi k Noahu, saj je on naslednji na vrsti za smrt. Medtem je Noah priča samodejnemu prižigu televizorja, kjer se na zaslonu prikaže vodnjak. Samara pride iz vodnjaka, izstopi iz televizorja, odkrije svoj zaradi vode spremenjeni obraz in ubije Noaha. Raichel odkrije, da je prepozna, ko najde izmaličeno Noahovo truplo, podobno kot pri Katie. Raichel doma uniči izvirno video kaseto, vendar ugotovi, da je naredila kopijo ter jo pokazala Noahu, kar je izničilo prekletstvo nanjo. Raichel v zaključni sceni pomaga Aidanu narediti njegovo kopijo. Aidan jo vpraša, kaj se bo zgodilo s tistim, ki mu jo bosta pokazala, vendar Raichel ne odgovori in film se konča s statiko. 

## Igralci
- Naomi Watts kot Rachel Keller
- David Dorfman kot Aidan Keller
- Martin Henderson kot Noah Clay
- Brian Cox kot Richard Morgan
- Shannon Cochran kot Anna Morgan
- Daveigh Chase kot Samara Morgan
- Joe Chrest kot dr. Scott
- Jane Alexander kot dr. Grasnik
- Lindsay Frost kot Ruth Embry
- Amber Tamblyn kot Katherine »Katie« Embry
- Rachael Bella kot Rebecca »Becca« Kotler
- Richard Lineback kot oskrbnik koč
- Pauley Perrette kot Beth
- Sara Rue kot varuška
- Sasha Barrese kot najstnica
- Adam Brody kot Kellen (najstnica #3)
- Michael Spound kot Dave

## Produkcija

### Razvoj filma
Krog je šel v produkcijo brez izpopolnjenega scenarija. Ehren Kruger je do takrat napisal le tri osnutke scenarija. Verbinski je dobil navdih za remake Kroga po tem, ko mu je Walter F. Parkers poslal kopijo kasete z japonskim izvirnikom, katerega je opisal kot »zanimivega« in »nekaj novega«.
Producent Neal Edelstein je ponudil režijo filma Davidu Lynchu, kar pa je slednji zavrnil.
Režiser je želel obdržati minimalizem, ki je prevladoval v celotnem japonskem Krogu in je bil zato postavljen v Seattle zaradi njegove »mokre in izolirane« atmosfere. Verbinski je priznal tudi, da v filmu ni želel »velikih zvezd«, saj je želel, da se njegov film »odkrije«. Povedal je še, da se mu zdi kritika navdušencev nad japonskim izvirnikom neizogibna, vendar je prav tako priznal željo, da bi film navdušil tudi njih.

## Glasba
Film vsebuje izvirno glasbo skladatelja Hansa Zimmerja (ki je kasneje sodeloval tudi pri drugih delih Verbinskega). Filmska glasba je izšla šele leta 2005, skupaj z glasbo iz Kroga 2 na albumu, kjer je bila glasba iz obeh filmov. Vsebuje teme, ki so povezane z liki, razpoloženji in lokacijami, vključno z uporabo tematike Dies irae. Glasba vsebuje predvsem strunska glasbila, klavir in sintetizator.
Celotno glasbo so ustvarili Hans Zimmer, Henning Lohner in Martin Tillman.

## Oglaševanje
Z namenom oglaševanja Kroga je nastalo veliko spletnih strani, ki so predstavljale like in kraje iz filma. Videoposnetek iz preklete videokasete se je poleti 2002 predvajal na nočnih programih, brez kakšne povezave z filmom.

## Sprejem

### Zaslužek
Film je bil finančni uspeh, saj se je zaslužek iz prvega tedna povečal še v drugem. Uspeh je bil povod, da je DreamWorks predvajal film v 700 dodatnih kinih. Krog je prinesel 8,3 milijona USD prihodkov v prvih dveh tednih na Japonskem, v primerjavi z japonskim izvirnikom, ki je v celoti prinesel 6,6 milijona. Uspeh Kroga je vodil v še več ameriških remakov japonskih grozljivk, kot sta npr. Zamera (Grudge) in Temačna voda (Dark Water).

### Kritike
Krog je prejel predvsem pozitivne odzive kritikov. Spletna stran za zbiranje ocen filmov Rotten Tomatoes je filmu pripisala 71 % pozitivno oceno na podlagi 206 mnenj, s povprečjem 6,6/10. Eno izmed mnenj iz strani se glasi: »Z malo krvi in veliko strašljivimi pojavi vam Krog zleze pod kožo v zahvalo režiserja Goreja Verbinskega, ki ima izjemen občutek za srhljivo atmosfero in odlično predstavo Naomi Watts«. Na podobnem spletišču Metacritic ima povprečno oceno 57/100 na podlagi 36 mnenj. V televizijski oddaji Ebert & Roeper je Richard Roeper filmu pokazal dvignjen palec in dejal, da je bil izjemno zanimiv in strašljiv, kljub nekaterim neodgovorjenim vprašanjem. Roger Ebert pa je za film spustil palec, saj je menil, da je bil dolgočasen in »trapast«; prav tako mu ni bil všeč konec. Na spletni strani IGN je Jeremy Conrad film pohvalil zaradi atmosfere in kinematografije ter dejal, da »vsebuje 'neprijetne podobe'... toda film ne temelji na krvi, da bi prestrašil gledalca... Krog temelji na filmskem ozračju in zgodbi z namenom, da bi gledalca prestrašil in to brez steklenih vrat, ki nekoga presekajo na pol« (namigoval je na prizor iz filma 13 duhov). Na spletišču Film Threat je Jim Agnew film označil za »temačen, neprijeten in izviren. Vedeli boste, da boste videli nekaj drugačnega od običajnega studijskega sranja«. Verbinski je bil pohvaljen za počasen potek zgodbe, ki občinstva dolgočasil. »Obrati v filmu se vrstijo eden za drugim in Verbinski je pokazal talent, da se zna poigrati z gledalčevimi pričakovanji.«
Čeprav so kritiki hvalili režiserjevo delo, pa so like označili za šibke. Za Chicago Reader je Jonathan Rosenbaum izjavil, da je bil film »popolna izguba za Wattsovo ... morda ker ji scenarij ni želel podati lika«, medtem ko so drugi kritiki kot je William Arnold za Seattle Post-Intelligencer izjavili nasprotno: »Wattsova prikazuje inteligenco, odločnost in iznajdljivost, ki krasno nosi film«. Veliko kritikov je označilo Dofmanov lik kot »kliše srhljivega otroka iz Šestega čuta«. Veliko število kritikov kot sta Rene Rodriguez za Miami Herald in Claudia Puig za USA Today, se je počutilo zmedenih, in da »do samega konca film [vsebina] nima nobenega smisla«.
Film je bil postavljen na 20. mesto seznama 100 najbolj groznih filmskih trenutkov televizijskega programa Bravo. Spletna stran Bloody Disgustnig je film postavila na šesto mesto seznama 20 najboljših grozljivk desetletja, kjer so zapisali, da »Krog ni le prvi ameriški 'J-Horror' remake, ampak je do zdaj tudi najboljši«.

## Nagrade
Film je leta 2002 osvojil nagradi Saturn za najboljšo grozljivko in najboljšo igralko (Naomi Watts). Leta 2003 je bil nominiran za najboljšo grozljivko na podelitvi filmskih nagrad MTV, Daveigh Chase pa je osvojila nagrado za najboljšega zlobneža. Prav tako je film dobil naslov najboljše grozljivke na podelitvi Teen Choice Awards.

## Nadaljevanja
Nadaljevanje, Krog 2, je izšlo leta 2005. Istega leta je izšel kratek film z naslovom Krogi, njegovo dogajanje je postavljeno med Krog in Krog 2. Še eno nadaljevanje, Krogi, je izšlo leta 2017.